# کوسیرتی
کوسیرتی (به لاتین: Kusireti) یک منطقهٔ مسکونی در گرجستان است.